# Frantz Funck-Brentano
Frantz Funck-Brentano (Munsbach, 15 giugno 1862 – Montfermeil, 13 giugno 1947) è stato uno storico francese.
Fu uno dei principali collaboratori della Biblioteca dell'Arsenale a Parigi. Fu autore del catalogo degli archivi della Bastiglia (1892-1895).
Pubblicò vari scritti storici sulla Francia dell'Ancien régime, tutti antirepubblicani: 
- Leggende e archivi della Bastiglia (1898)
- Il dramma dei veleni (1899)
- L'affare della collana (1901)
- L'antica Francia: il re (1912)

Da L'affare della collana, nel 1946 venne tratta la sceneggiatura di Charles Spaak per il film di Marcel L'Herbier La collana della regina (L'affaire du collier de la reine)